# ماناسا (کلرادو)
ماناسا (به انگلیسی: Manassa) شهری در ایالت کلرادو کشور ایالات متحده آمریکا است که جمعیت آن در سرشماری سال ۲۰۱۰ میلادی، ۹۹۱ نفر بوده‌است.